# Biografielijst Kv

## Kva
- Eirin Maria Kvandal (2001), Noors schansspringster
- Matija Kvasina (1981), Kroatisch wielrenner

## Kve
- Aloyzas Kveinys (1962), Litouws schaker

## Kvi
- Thomas Kvist (1987), Deens wielrenner
- Giorgi Kvirikasjvili (1967), Georgisch politicus
- Moris Kvitelasjvili (1995), Russisch-Georgisch kunstschaatser

## Kvj
- Daniil Kvjat (1994), Russisch autocoureur

## Kvr
- Zoran Kvržić (1988), Bosnisch-Kroatisch voetballer